# Игор Познич
Игор Познич (13. август 1967 — 1. јануар 2025) био је југословенски и словеначки фудбалер који је играо на позицији нападача.

## Каријера
Већину каријере играо је за словеначки Марибор, на 256 утакмица, а постигао је 88 голова, што је учинило да буде један од најуспешнијих фудбалера у историји овог клуба. Такође је био један од најплоднијих стрелаца у словеначкој Првој лиги током раних деведесетих година, са 50% постигнутих голова (51 гол у 102 лигашка наступа).
Године 1993. дебитовао је за репрезентацију Словеније.